# Pont-la-Ville (Frankrijk)
Pont-la-Ville is een gemeente in het Franse departement Haute-Marne (regio Grand Est) en telt 140 inwoners (1999). De plaats maakt deel uit van het arrondissement Chaumont.

## Geografie
De oppervlakte van Pont-la-Ville bedraagt 10,5 km², de bevolkingsdichtheid is 13,3 inwoners per km².
De onderstaande kaart toont de ligging van Pont-la-Ville (Frankrijk) met de belangrijkste infrastructuur en aangrenzende gemeenten.

## Demografie
Onderstaande figuur toont het verloop van het inwonertal (bron: INSEE-tellingen).